# Governatorato di Arcangelgorod
Il Governatorato di Arcangelgorod (in russo Архангелогородская губерния?, Archangelogorodskaja gubernija), o governo di Arcangelogorod, era una divisione amministrativa (gubernija) dello Zarato russo e poi dell'Impero russo, esistito dal 1708 al 1780. La sua sede era ad Arcangelo. Il governatorato era situato nel nord dell'Impero russo e confinava con il Governatorato della Siberia a est, il Governatorato di Kazan a sud-est, i Governatorati di Mosca e Ingermanland a sud-ovest, la Svezia (poi Finlandia indipendente) a ovest e la Norvegia a nord-ovest. Nel nord, il governatorato era limitato dai mari Bianco e Barents.
Il Governatorato di Arcangelgorod, insieme ad altri sette governatorati, fu istituito il 29 dicembre 1708 (18 dicembre secondo il calendario giuliano) dall'editto dello zar Pietro il Grande. Come per il resto dei governatorati, non furono definiti né i confini né le suddivisioni interne del Governatorato di Arcangelgorod; il territorio fu invece definito come un insieme di città e di terre adiacenti a quelle città.
| #  | Città         | #   | Città             | #   | Città         |
| -- | ------------- | --- | ----------------- | --- | ------------- |
| 1. | Arkhangelskoj | 8.  | Kolskoj Ostrog    | 15. | Totma         |
| 2. | Caronda       | 9.  | Mezen             | 16. | Unzha         |
| 3. | Chukhloma     | 10. | Parfenev          | 17. | Ustya volost  |
| 4. | Galich        | 11. | Pustozerskoy      | 18. | Ustyug Veliki |
| 5. | Kevrol        | 12. | Sol Galitskaja    | 19. | Vaga          |
| 6. | Kinesma       | 13. | Sol Vychegodskaja | 20. | Vologda       |
| 7. | Kologrivov    | 14. | domenica          |     |               |

In termini dell'attuale divisione politica della Russia, il Governatorato di Arcangelo comprendeva le aree di quelle che sonno attualmente è le oblast' di Murmansk, dei Nenec e la Repubblica dei Komi, la maggior parte delle oblast' di Arcangelo e Vologda, nonché parti della Repubblica di Carelia, Kostroma, Kirov e Nizhny Novgorod.
Il 9 giugno 1719, il governatorato fu diviso in province: Arcangelogorod, Vologda, Galich e Ustyug. Contemporaneamente, l'uezd di Yarensky con il centro amministrativo di Yarensk fu spostato dal Governatorato della Siberia al Governatorato di Arcangelogorod. Gli uezd furono trasformati in distretti, ma, nel 1727 questi ultimi furono nuovamente trasformati in uezd.
Il governatorato esistette fino al 5 febbraio 1780, quando fu trasformato nel Vicereame di Vologda.

## Governatori
L'amministrazione del governatorato era affidata a un governatore. I governatori del Governatorato di Arkhangegorod furono,
- 1708-1711 Piotr Alekseevich Golitsyn
- 1711-1714 Alexey Alexandrovich Kurbatov (vice-governatore)
- 1714-1725 Pëtr Yefimoviè Lodyzhensky
- 1725-1727 Ivan Petrovich Izmaylov
- 1727-1728 Ivan Mikhaylovich Likharev
- 1728-1729 Villim Fermor
- 1729-1732 Semyon Fëdorovic Meshchersky
- 1732-1732 Ivan Maksimovic Shuvalov
- 1732-1738 Mikhail Yuryevich Shcherbatov (il padre di Mikhail Shcherbatov)
- 1738-1740 Andrey Litskin
- 1740-1740 Piotr Kalinovich Puskin
- 1740-1743 Alexey Andreyevich Obolensky-Bely
- 1743-1745 Aleksej Mikhailovich Puskin
- 1745-1762 Stepan Alexeyevich Yuryev
- 1762-1763 Grigory Filatovich Sukhotin
- 1763-1780 Yegor Andreyevich Golovtsyn